# Lockheed U-2
Lockheed U-2 je avion jednosjed namijenjen za praćenje i izviđanje. Pokreće ga jedan Pratt & Whitney turbo-mlazni motor od 76 kN. Može letjeti na visini od 21.000 m danju i noću, s mogućnošću potpunog nadgledanja i praćenja u bilo kojim vremenskim uvjetima.
Također se koristi za testiranje elektronskih senzora i kalibriranje satelita.

## Razvoj
U ranim 1950-im, zbog sve većih hladnoratovskih tenzija, Ratno zrakoplovstvo SAD-a je trebalo novi avion za izviđanje Sovjetskog teritorija kako bi se mogla utvrditi Sovjetska vojna moć mogućnosti.
Raniji izviđački zrakoplovi su uglavnom bili prenamijenjeni bombarderi, te nisu bili od koristi jer su bili ranjivi protu-zračnoj obrani i neprijateljskim lovcima. U to vrijeme se vjerovalo da avion, ako leti na visini većoj od 20.000 metara, neće biti vidljiv na radaru te da ga neprijateljski lovci neće uspjeti uhvatiti zbog ekstremno velike visine leta. Planiralo se je svjesno preletjeti neprijateljski teritorij, te letjeti više od radarskog dometa, kako bi se fotografirale određene instalacije i vojne baze.
USAF je izdao zahtjev za novi zrakoplov tvrtkama: Bell Aircraft, Martin Aircraft, i Fairchild Engine and Airplane. Lockheed je tek naknadno saznao za ugovor te se uključio s već poznatim dizajnerom aviona Clarencom "Kelly" Johnsonom, koji je već bio zaslužan za avione poput P-38 Lightning i P-80. Prema njegovom dizajnu, nova letjelica bi radila na principu jedrilice, tj. imala bi veliku površinu krila što bi joj omogućilo veći uzgon, a trup bi se iskoristio s aviona F-104 Starfighter.
Lockheed je odbijen od strane USAF-a s ovim projektom, ali je zapeo za oko CIA-i koja ga je mogla koristiti za svoje špijunske misije izviđanja. Uskoro ja Lockheed primio 22.5 milijuna dolara za izradu 20 prvih zrakoplova.
Prvi let je obavljen u zračnoj bazi Područje 51 1. kolovoza 1955.

### Dizajn i karateristike
Jedinstven dizajn, s laganim tijelom i velikim krilima je ono što daje U-2 njegovu izvanrednu sposobnost leta na ekstremnim visinam, ali to negativno utječe na njegovu sposobnost upravljanja te je U-2 jako nezgodan za upravljanje.
Zbog velikih krila i male težine, na U-2 je često utjecao i bočni vjetar što u letu što pri slijetanju. Zbog toga, često se znalo dogoditi da pri slijetanju U-2, jednostavno izleti s piste.
U većini zrakoplova, podvozje za slijetanje je oblika tricikla, što znači da se dva glavna stražnja kotača nalaze ispod krila, a jedan predji ispod kokpita. Međutim, U-2 ima konfiguraciju oblika bicikla.Ima po jeda par kotača neposredni iza kokpita i još jedan par ispod motora na stražnjem djelu.Tu su još i važni pomoćni kotači koji se nalazu ispod krila (nalaze se posredini) te oni primaju svu težinu krila pri polijetanju i drže avion stabilnim. Oni su prisutni samo pri polijetanju dok se avion namješta na pisti, te se nakon polijetanja odbacuju, nakon čega ih posada na tlu skuplja i poslije ponovno instalira na avion.
Pošto avion slijeće bez ovih dodatnih kotača, rubovi krila imaju posebno ojačane dijelove zbog grebanja od pistu pri slijetanju.
Zbog djelovanja na velikm visinama, piloti moraju nositi odijela koja su jako slična astronautskim.Kako bi spriječili hipoksiju i visnisku bolest (tlak u odjelu jednak je onome prim 8000 m) jedan sat prije misije, pilot udiše 100% kisik.
U-2 je opremljen raznim senzorima itd.Ima mogućnost izrade različitih oblika fotografija te sakupljanje uzoraka zraka.

## Upotreba i korisnici

#### SAD
Iako je napočetku kao projekt odbijen, te ga je koristila samo CIA-a, s vremenom U-2 je počela koristiti i Američka mornarica i Američko ratno zrakoplovstvo, ali zbog političkih razloga i činjenice da se s U-2 narušavao zračni prosor neke druge zemlje, samo je CIA koristila U-2 u svrhu izviđanja drugih zemalja.
U-2 je javnosti postao poznat 1. svibnja 1960. kada je pilot Francis Gary Powers oboren u svom U-2 dok je prelijetao SSSR. Kasnije je taj događaj posato poznat kao U-2 kriza.
14. listopada 1962. pilot Richard Heyser u misiji iznad Kube, snimio je Sovjetske instalacije za nuklearne projektile, te je time započela Kubanska kriza. Kasnije, u još jedno preletu Kube, jedan U-2 je oboren, te je poginuo pilot bojnik Rudolph Anderson, koji je postmuhno nagrađen križem ratnog zrakoplovstva.
Od 1963. CIA je čak eksperimetirala s U-2 koji bi polijetali s nosača zrakoplova. Nakon nekoliko testiraja, projekt je uspio, te se pomoću U-2 s nosača nadziralo Francuske nuklearne testove na Moruroa otocima. U-2 se koristio i u Vijetnamskom ratu gdje je imao ulogu nadziranja Sjeverno Vijetnasmkih protu-zračnih raketa.
I nakon 50 godina, U-2 još uvijek aktivno služi unatoč razvoju špijunskih satelita. Američki senat izglasao je da se U-2 neće povlačiti još barem do 2011. jer ne postoji ništa slično što bi ga moglo zamijeniti.

#### Tajvan
Tajvan je uglavnom koristio U-2 za prelijetanje Kine.CIA je odobrila stvaranje posebne eskadrile u kojoj su bili i U-2-ovi. Uskoro su počele misije izviđanja uglavnom nad sjevernom Kinom.
Ukupno je izvršeno oko 100 misija s 5 oborenih. Od toga 3 smrtna slučaja pilota, te dva zarobljena.
naok udaljavanja Kine i SSSRa, U-2 prestaje izviđati unutar kineskog zračnog prostora, te nadzire samo područje iznad međunarodnih voda.

## Inačice
- U-2R - prvi put poletio 1967., znatno je veći i sosobniji od originalnog.
- TR-1A - taktično izviđački, poletio u kolovozu 1981.

## Tehničke karakteristike (U-2S)
Osnovne karakteristike
- dužina: 19,2 m
- raspon krila: 31,4 m
- površina krila: 92,9 m2
- visina: 4,88 m

Letne karakteristike
- najveća brzina: 805 km/h
- ekonomska brzina: 690 km/h
- dolet: 10.300 km
- motor: 1× General Electric F118-101 turbofenski mlazni motor

## Vanjske povezice
- http://www.airliners.net/search/photo.search?aircraft_genericsearch=Lockheed%20U-2%2FTR-1%2FER-2&distinct_entry=true